# J'Marcus Webb
Pour les articles homonymes, voir Webb.
(en) Statistiques sur pro-football-reference
J'Marcus Webb (né le 8 août 1988 à Fort Worth) est un Américain, joueur professionnel de football américain évoluant au poste d'offensive tackle au sein de la NFL pour la franchise des Dolphins de Miami,.

## Enfance
Webb joue au football à la North Mesquite High School de Mesquite.

## Carrière

### Université
Durant sa carrière universitaire, il connait trois universités, commençant avec les Longhorns du Texas avant de partir en 2007 pour le Navarro College et enfin en 2008 à l'université A&M de l'est du Texas.[réf. nécessaire]

### Professionnelle
Pour sa première saison en NFL (rookie), il joue quatorze matchs (dont douze comme titulaire). Il dispute la quasi-totalité des matchs des Bears sur trois saisons. Cependant, il n'est pas conservé et libéré le 30 août 2013.
Le 1er septembre 2013, il signe avec les Vikings du Minnesota.

## Famille
J'Marcus est le cousin de Richmond Webb qui est le offensive tackle des Dolphins de Miami.[réf. nécessaire]